# Alexandra Cassavetes
Pour les articles homonymes, voir Cassavetes.
Alexandra Cassavetes, dite Xan Cassavetes, est une actrice et réalisatrice américaine née le 21 septembre 1965 à Los Angeles, Californie.

## Biographie
- Elle est la fille de John Cassavetes et de Gena Rowlands.
- Elle est la sœur de Nick Cassavetes et de Zoe Cassavetes.

## Filmographie

### Comme actrice
- 1970 : Husbands de John Cassavetes : Xan
- 1971 : Minnie et Moskowitz de John Cassavetes : jeune fille en tutu
- 1974 : Une femme sous influence (A Woman Under the Influence) de John Cassavetes : Adrienne Jensen
- 1984 : Love Streams de John Cassavetes
- 2000 : Dust d'elle-même : Vivian
- 2006 : Alpha Dog de Nick Cassavetes : Jonna Kirshner

### Comme réalisatrice
- 2000 : Dust (court-métrage)
- 2004 : Z Channel: A Magnificent Obsession (en) (TV, documentaire)
- 2012 : Kiss of the Damned